# Franz Heider
Franz-Josef Heider (* 7. Oktober 1897 in Bergisch Gladbach; † 31. Juli 1977 ebenda) war ein deutscher Unternehmer, Politiker und Landtagsabgeordneter (ZENTRUM, CDU).

## Leben
Nach dem Besuch der Volksschule und des Gymnasiums absolvierte er ein Volontariat in einem Verlag. 1923 übernahm Heider als dritter Sohn des Firmengründers Johann Heider das Unternehmen Joh. Heider Verlag GmbH, Druckerei und Verlag in Bergisch Gladbach. Bis 1945 war er darüber hinaus Verleger der Rheinisch-Bergischen Zeitung. Die Franz-Heider-Straße in Bergisch Gladbach wurde nach ihm benannt.

## Der Politiker
Bis 1933 war Heider Mitglied der Zentrumspartei. 1945 gehörte er zu den Gründern der CDU im Rheinisch-Bergischen Kreis und war erster Kreisvorsitzender und in zahlreichen weiteren Parteigremien tätig.
Vom 20. April 1947 bis zum 17. Juni 1950 war Heider  direkt gewählter Abgeordneter des nordrhein-westfälischen Landtags für den Wahlkreis 027 Rhein.Berg. Kreis-Nord.
Er war Vertreter im Stadtrat der Stadt Bergisch Gladbach und von September 1946 bis November 1950 Bürgermeister. Außerdem gehörte er zeitweise dem Kreistag des Rheinisch-Bergischen Kreises an.